# (16194) Roderick
(16194) Roderick est un astéroïde de la ceinture principale.

## Description
(16194) Roderick est un astéroïde de la ceinture principale. Il fut découvert le 4 janvier 2000 à la station Anderson Mesa par le programme LONEOS. Il présente une orbite caractérisée par un demi-grand axe de 3,16 UA, une excentricité de 0,11 et une inclinaison de 13,0° par rapport à l'écliptique.

## Compléments